# Столе Сандбех
 Столе Сандбех (3 червня 1993) — норвезький сноубордист. Він спеціалізується на хаф-пайпі, слоупстайлі та біг-ейрі.